# Luffa operculata
Luffa operculata är en gurkväxtart som först beskrevs av Carl von Linné, och fick sitt nu gällande namn av Célestin Alfred Cogniaux. Luffa operculata ingår i släktet Luffa och familjen gurkväxter. Inga underarter finns listade i Catalogue of Life.

## Bildgalleri

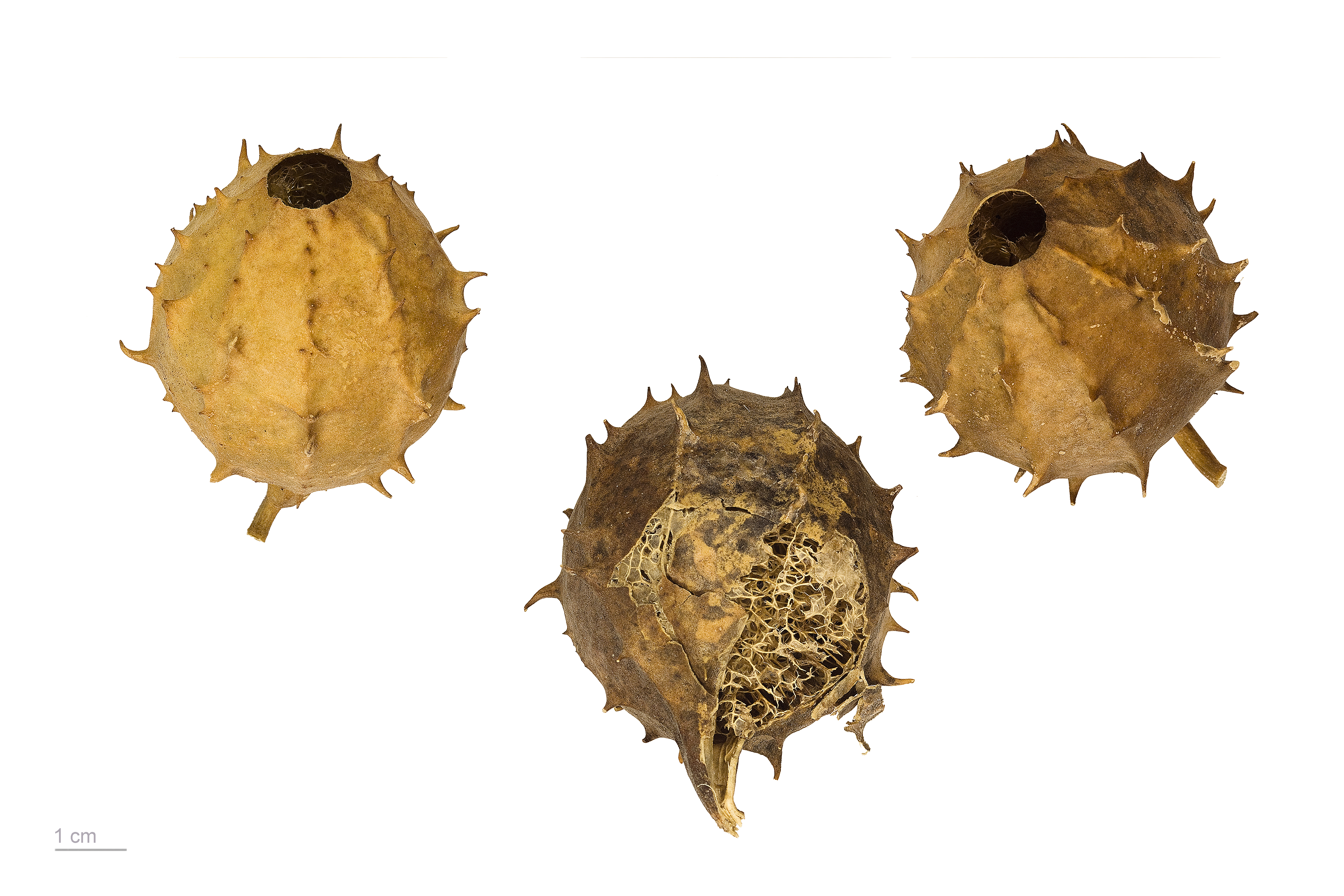
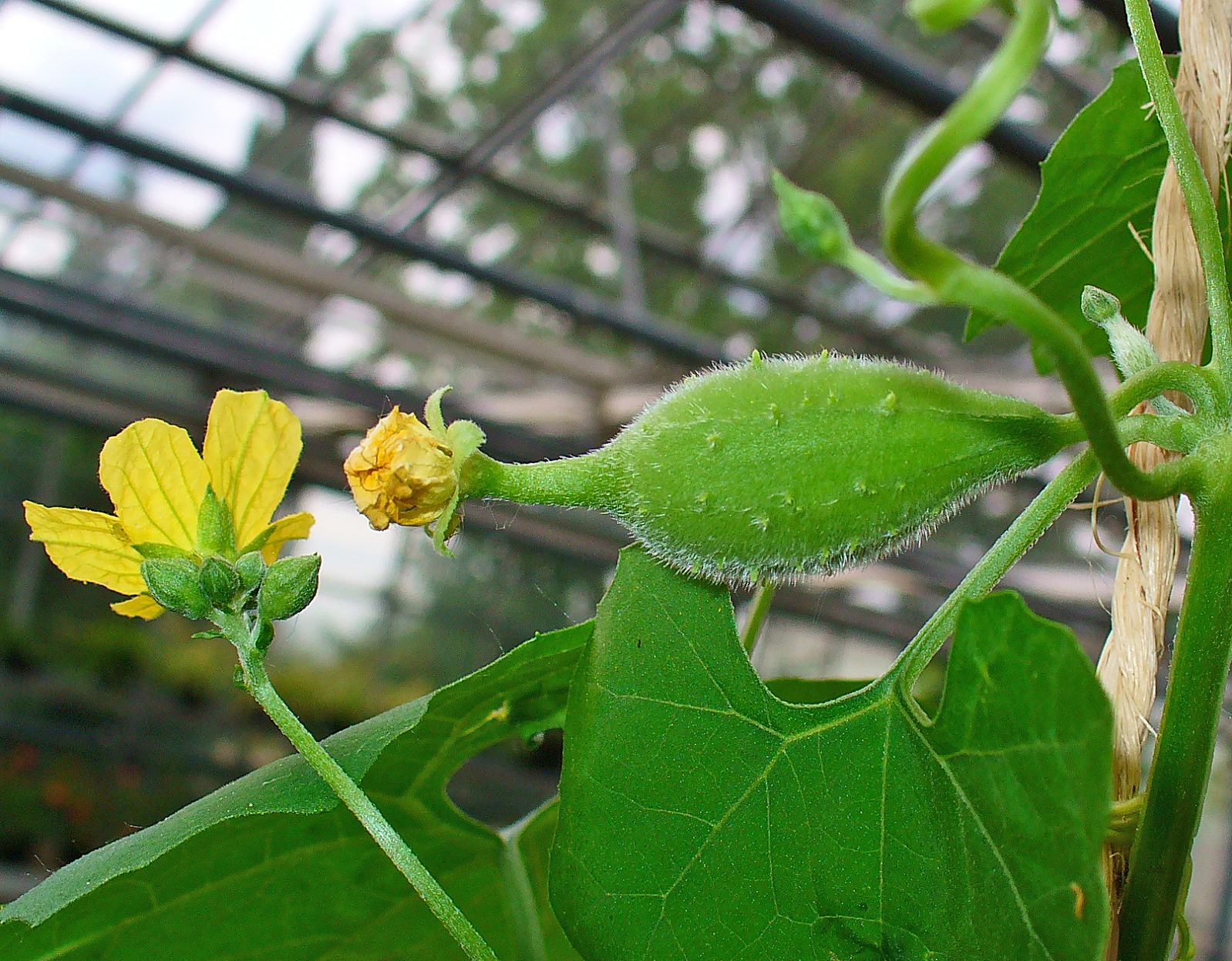
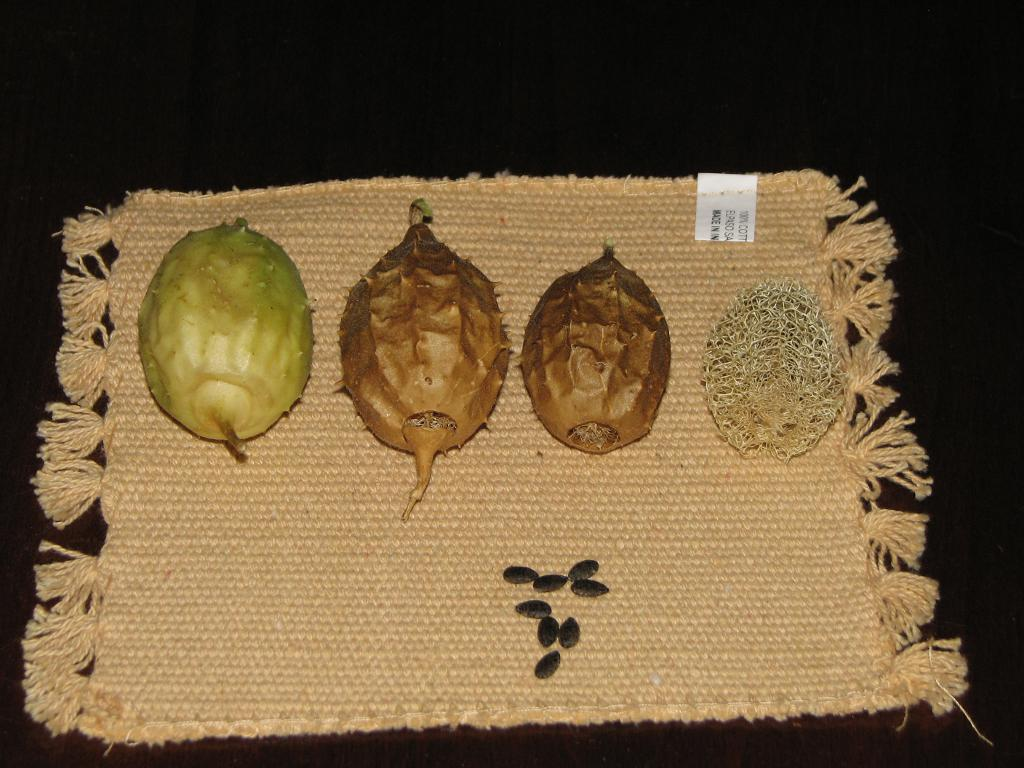
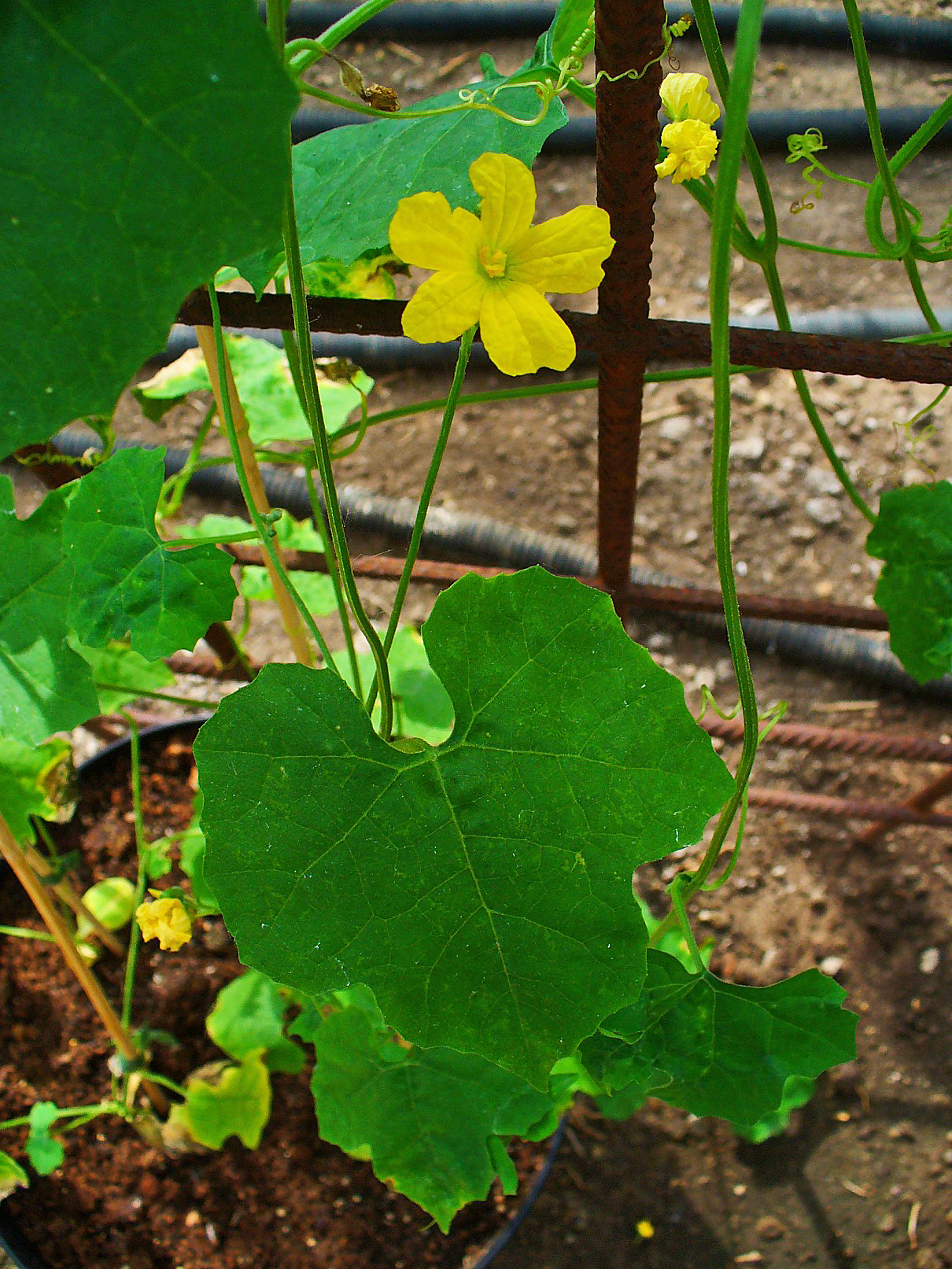
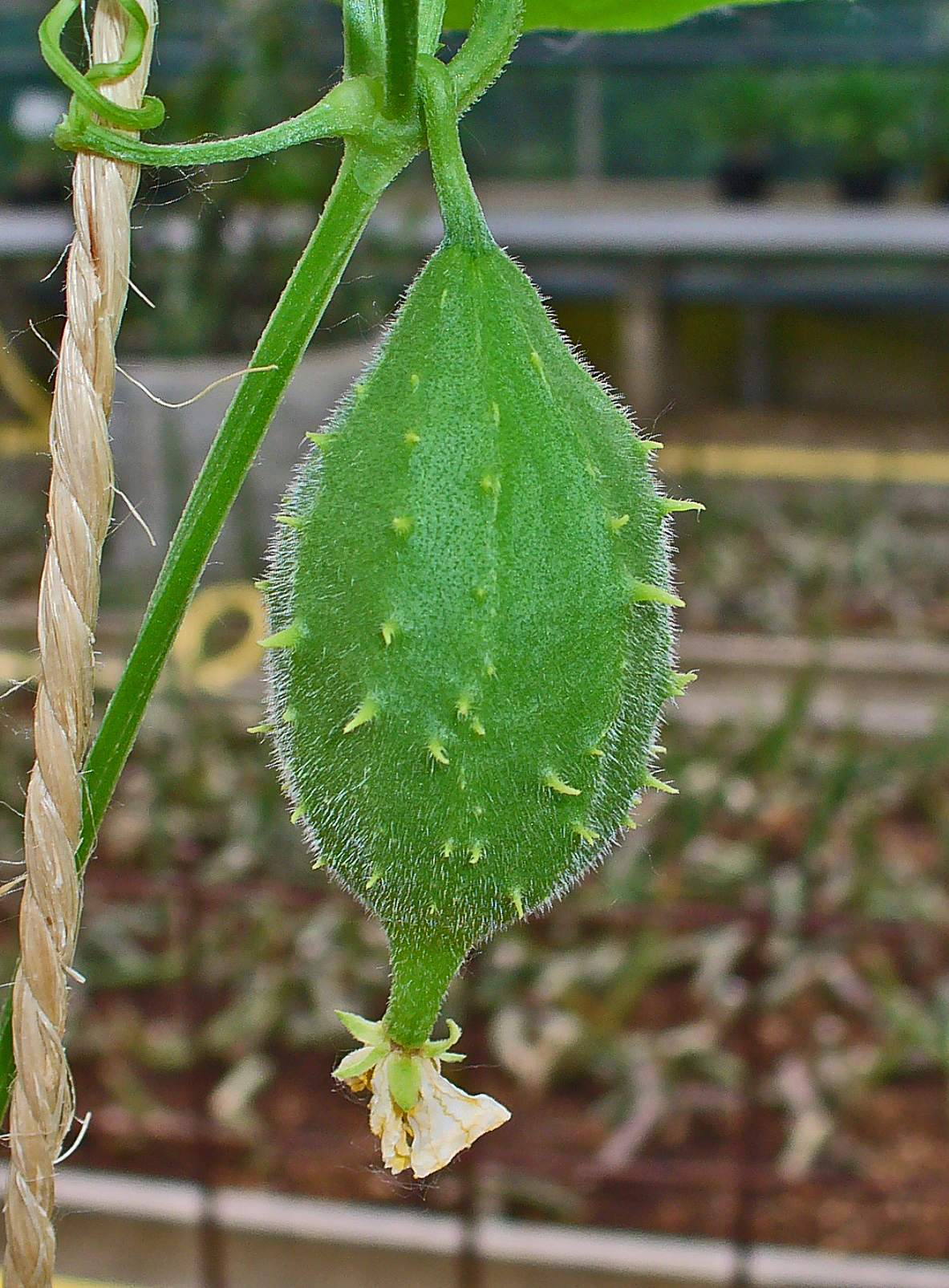